# Réseau du Nord
Pour un article plus général, voir Société générale des chemins de fer économiques (France).
Le Réseau du  Nord est un réseau de chemin de fer à voie métrique, construit dans le département du Nord et exploité par la société générale des chemins de fer économiques (SE) entre 1907 et 1951.
Il comprenait un ensemble de lignes, long de 151 km et séparé en deux groupes:
- le groupe nord; 49 km
- le groupe sud; 102 km.

## Historique
Le réseau sud est concédé au titre de l'intérêt local, par la loi du 12 août 1893, à la Société des chemins de fer économiques du Nord (CEN). La concession est rétrocédée à la société générale des chemins de fer économiques  en 1904.
Le réseau nord est concédé à la société générale des chemins de fer économiques par la loi du 27 juillet 1907.

## Lignes

### Groupe nord
- Herzeele - Saint-Momelin ;
- Bollezeele - Bergues ;

Le centre du réseau nord était situé à Bollezeele

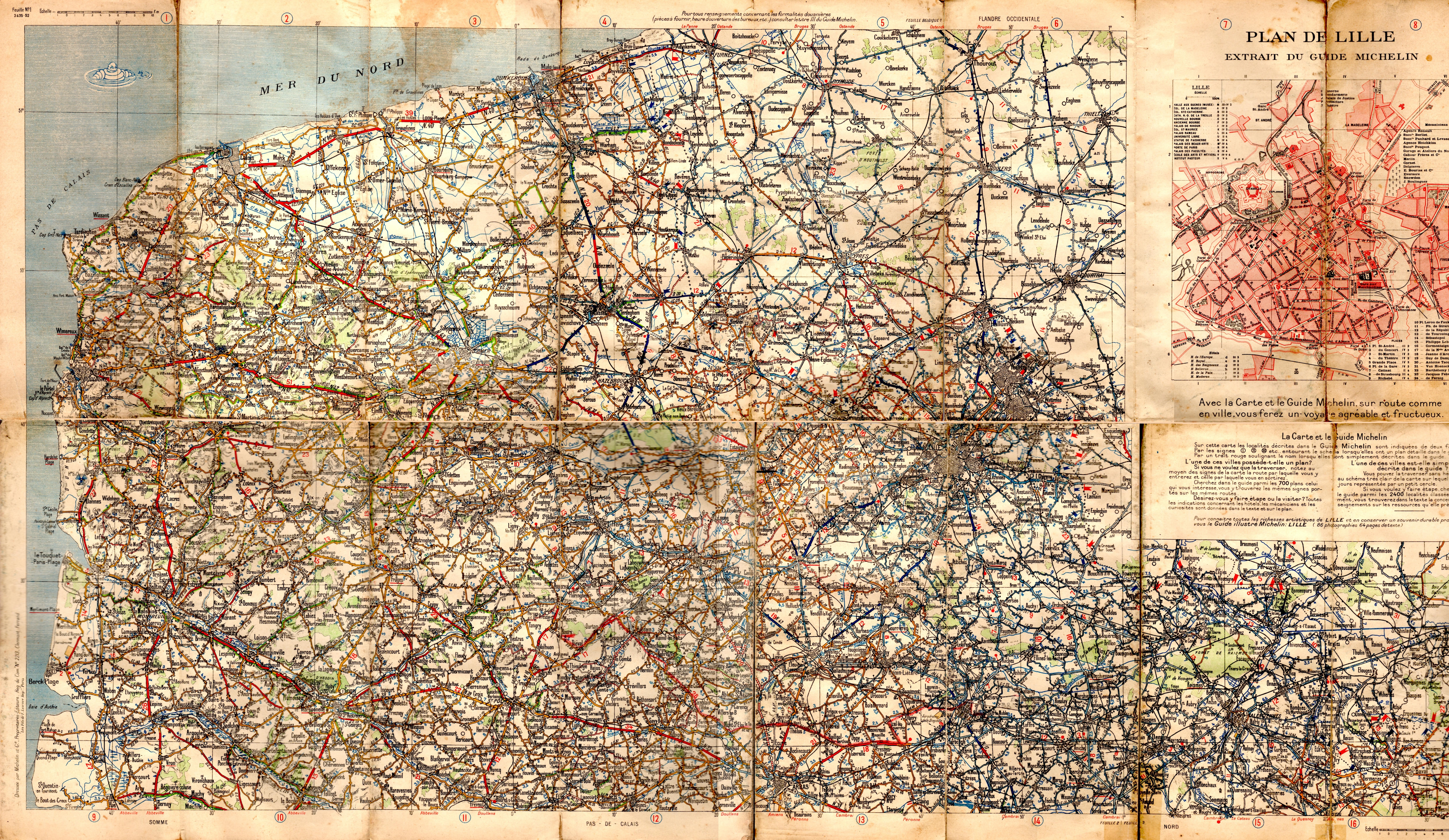
Carte d'État-Major Michelin (1920) sur laquelle figurent les lignes ouvertes avant 1920 des Réseaux Nord et Sud.

### Groupe sud
- Solesmes - Quiévy, (7 km), ouverture 1907, fermeture 1939;
- Avesnes-sur-Helpe - Solesmes (47 km), ouverture 1907, fermeture 1914 dont embranchement de 2 km entre Warpont-l'Abbaye et Étrœungt.
- Solesmes - Haspres	(22 km), ouverture 1909, fermeture 1914;
- Cambrai - Lourches, (ligne isolée)	(26 km), ouverture 1911, fermeture 1944;

Le centre du réseau sud était situé à Solesmes

### Lignes affermées à la SE
Cette ligne ne faisait pas partie d'un des deux réseaux (Nord ou Sud) mais possédait une exploitation similaire à celle des deux grands réseaux.
- Hondschoote - Bray-Dunes, (18 km) ouverture 1903, fermeture 1929;

La compagnie en assure l'exploitation à partir de 1919 jusqu'à sa fermeture en 1929.

## Matériel roulant

### Locomotives à vapeur
| Illustration | Modèle / type              | Nombre | Numéros   | En service | Hors service | Affectation | Remarques                                                                                      |
| ------------ | -------------------------- | ------ | --------- | ---------- | ------------ | ----------- | ---------------------------------------------------------------------------------------------- |
|              | ANF 1′C t (130T)           | 6      | 3661-3666 | 1909       |              | Groupe nord |                                                                                                |
|              | Corpet-Louvet 1′C t (130T) | 8      | 3751-3758 | 1907       |              | Groupe sud  | Conçues pour circuler cabine en avant                                                          |
|              | Corpet-Louvet 1′C t (130T) | 2      | 3759-3760 | 1909-1910  |              | Groupe sud  | n° construction : 1140 à 1141, poids à vide 20,8 tonnes. Conçues pour circuler cabine en avant |

### Voitures
Voitures à voyageurs (à bogies et plateformes ouvertes)
- ABf: 23 unités (17 affectées au groupe sud, 6 affectées au groupe nord)
- Bf: 26 unités (16 affectées au groupe sud, 10 affectées au groupe nord)

Wagons de marchandises (à 2 essieux)

### Wagons

#### Wagons couverts
- K 1200 et Kf 2200 : 110 unités (33 affectées au groupe sud, 83 affectées au groupe nord)

#### Wagons tombereaux
- U 3200 et Uf 4200 : 167 unités (88 affectées au groupe sud, 79 affectées au groupe nord)

#### Wagons plats
- H 5200 et Hf 6200 : 37 unités (14 affectées au groupe sud, 23 affectées au groupe nord)